# Наша эра
На́ша э́ра, н. э. (альтернативная расшифровка но́вая э́ра) — текущий период времени, начиная с 1 года по юлианскому и григорианскому календарям.

## Общие сведения
Из многочисленных способов летосчисления наиболее распространённый — христианская эра, исходным моментом которой служит предполагаемая дата рождения Иисуса Христа. Христианская эра была изобретена римским монахом Дионисием Малым в VI веке, взявшим за точку отсчёта 753 год от основания Рима.
Предшествующий Первому году (заканчивающийся до начала первого года) — период до нашей эры, до н. э. Название часто используется в религиозной форме «от Рождества Христова» (сокр. «от Р. Х.») или «по Рождестве Христовом» (сокр. «по Р. Х.»), и, соответственно, «до Рождества́ Христо́ва» (сокр. «до Р. Х.»). Подобная запись хронологически эквивалентна (не требуется конвертации или введения нулевого года). Кроме того, ранее (в том числе в первом издании Большой советской энциклопедии) использовались обозначения христиа́нская э́ра, хр. э. и до христиа́нской э́ры, до хр. э.

## Начало отсчёта
Нулевой год не используется ни в светской, ни в религиозной нотациях — так было заведено англосаксонским историком монахом Бе́дой Достопочтенным в начале VIII века (ноль тогда вообще не был распространён в культуре). Однако нулевой год применяется в астрономической годовой нумерации и в стандарте ISO 8601.
По мнению большинства учёных, при исчислении в VI веке Дионисием Малым года рождения Иисуса была допущена ошибка в несколько лет.

## Распространение записи
Применение христианской эры в летосчислении начало приобретать популярность после её применения Бе́дой Достопочтенным, который использовал счёт лет от Рождества Христова в своих 2-х получивших распространение трудах: Historia ecclesiastica gentis Anglorum («Церковная история народа англов»), завершённая к 731 году, и De Temporum Ratione (725).
К XI веку в большинстве стран Западной Европы перешли на христианскую эру; последней на Западе, 22 августа 1422 года, на новый календарь перешла Португалия (с испанской эры); греческий мир — в XV веке. Существует мнение, что понятие «до Рождества Христова» в летосчислении укоренилось лишь к XVIII веку.
В России последним днём Константинопольской эры было 31 декабря 7208 года от сотворения мира: по указу Петра I следующий день уже официально считался по новому летосчислению от «Рождества Христова» — 1 января 1700 года, каковой день указом предписывалось праздновать.